# Problème de généralité multiple
Le problème de généralité multiple désigne un échec, en logique traditionnelle, de description de certaines inférences intuitivement valables. Par exemple, il est intuitivement clair que si :
Certains chats font peur à toutes les souris
alors il suit logiquement que :
Toutes les souris ont peur d'au moins un chat
La syntaxe de la logique traditionnelle autorise exactement quatre types de phrases: « Tout As sont Bs », « Aucun As n'est Bs », « Certains As sont Bs » et « Certains As ne sont pas Bs ». Chaque type est une phrase quantifiée contenant exactement un quantificateur. Étant donné que les phrases ci-dessus contiennent chacune deux quantificateurs (« certains » et « toutes » dans la première phrase, et « toutes » et « au moins un » dans la seconde phrase), ils ne peuvent pas être représentés adéquatement en logique traditionnelle. La meilleure chose que peut faire la logique traditionnelle peut être le fait d'incorporer le deuxième quantificateur de chaque phrase dans le deuxième terme, ce qui rend les termes « font-peur-à-toutes-les-souris » et « peur-d'au-moins-un-chat ». Par conséquent, la phrase « Certains chats font peur à toutes les souris » est attribuée à la même forme logique que la phrase « Certains chats ont faim ». Et donc, la forme logique en logique traditionnelle est :
Certains As sont Bs
Tout Cs sont Ds
Le premier calcul logique capable de faire face à de telles inférences a été le Begriffsschrift de Gottlob Frege (1879), l'ancêtre de la logique des prédicats moderne, qui portait sur les quantificateurs au moyen de liaisons variables. Frege n'a pas soutenu que sa logique était plus expressive que les calculs logiques existants, mais les commentateurs sur la logique de Frege considèrent ce fait comme l'une de ses principales réalisations.
En utilisant le calcul des prédicats, nous découvrons rapidement que la proposition est ambiguë.
Certains chats font peur à toutes les souris
peut signifier Toutes les souris (ont peur d'au moins un chat), i.e.
Pour toutes souris s, il existe un chat c, tel que c soit redouté par s, 
{\displaystyle \forall s.\,(\,{\text{Souris}}(s)\rightarrow \exists c.\,({\text{Chat}}(c)\land {\text{Effrait}}(s,c))\,)}
auquel cas la conclusion est triviale.
Mais cela pourrait aussi signifier (Toutes les souris ont peur) d'au moins un chat, i.e.
Il existe un chat c, de sorte que pour chaque souris s, c est craint par s.
{\displaystyle \exists c.\,(\,{\text{Chat}}(c)\land \forall s.\,({\text{Souris}}(s)\rightarrow {\text{Effrait}}(s,c))\,)}
Cet exemple illustre l'importance de spécifier la portée de ces quantificateurs tels que pour tout et il existe.